# ديانا رولاند
ديانا رولاند (بالإنجليزية: Diana Rowland)‏ (20 أكتوبر 1966 في الولايات المتحدة)؛ روائية أمريكية.